# Gliese 232
Gliese 232 is een rode dwerg met een spectraalklasse van M4.V. De ster bevindt zich 27,7 lichtjaar van de zon.